# Seiðr

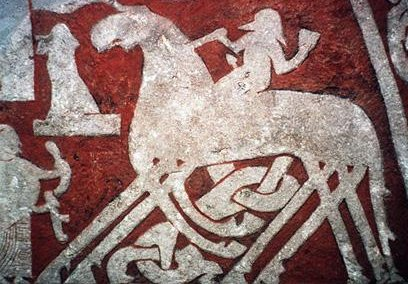
Uma imagem de Odim montando em seu cavalo Sleipnir da pedra Tjängvide. Dentro do paganismo nórdico, Odim e Freia são as divindades principais associadas com Seiðr

Seiðr (também anglicizada como seidhr, seidh, seidr, seithr ou seith) é um termo em Nórdico antigo, para denominar um tipo de magia, bruxaria ou xamanismo, praticado em tempos pagãos na Escandinávia.

Relacionada com a antiga religiosidade nórdica e Anglo-Saxã, praticada também atualmente por grupos reconstrucionistas ligados aos movimentos religiosos como o etenismo, popularmente conhecido como Neopaganismo Germânico. A origem do Seiðr é desconhecida, embora tenha sucumbido a Cristianização da Escandinávia, relatos de seiðr foram transformados em sagas e outras ferramentas literárias, enquanto evidências adicionais são descobertas por arqueólogos. Vários acadêmicos têm debatido sobre a natureza de seiðr, e muitas das vezes definido como uma forma de Xamanismo, onde seus praticantes teriam visões durante o transe, e os objetivos mágicos e espirituais poderiam variar para diversos fins, como viagens espirituais, metamorfose, amaldiçoar, curar e causar mudanças no clima.
Ambos gêneros podiam ser praticantes de Seiðr, embora fosse mais comum uma maior participação feminina, as sacerdotisas podiam ser chamadas de vǫlur, seiðkonur e vísendakona. Também existem relatos de praticantes do sexo masculino, conhecidos como seiðmaðr, mas a sua participação em rituais era considerada tabu pela sociedade que os chamava de ergi, já na Era Viquingue, quando a presença do Cristianismo era forte na Escandinávia, e em alguns casos resultando em perseguição social. 
Dentro da religiosidade nórdica pré-cristã, o Seiðr era associada tanto com o Odin, uma divindade ligada também ao êxtase Xamânico e viagens espirituais, montado em seu cavalo Sleipnir e também associado com a deusa Freyja, membro dos deuses Vanir a quem se credita que tenha ensinado a pratica do Seiðr aos deuses Aesir.
Durante o século XX, vários membros aderentes do neopaganismo adotaram práticas mágico-religiosas que incluíam o seiðr. A prática dessa forma contemporânea tem sido investigada por diversos estudiosos que operam no campo de estudos pagãos.

## A prática doSeiðratualmente
A pratica do Seiðr vem se popularizado cada vez mais nas comunidades Neopagãs germânicas, suas práticas bebem de fontes literárias islandesas como as Sagas, e de outros conhecimentos xamânicos nas quais possivelmente teve-se origem essa forma magia, que objetivada para os mais diversos fins, embora hoje o mais comum seja para uso oracular e comunicação espiritual, com fortes conceitos de animismo e Estados Alterados de Consciência.